# Шуя (приток Нёмды)
Шу́я — река в Костромской области России. Левый приток реки Нёмды (бассейн Волги).
Длина — 170 километров, площадь бассейна — 1700 км², средний расход воды в 25 километрах от устья — 11 м³/с.
Крупнейшие притоки — Пеза (левый); Ержа (правый).

## Описание
Шуя начинается неподалёку от села Лопарёво Галичского района Костромской области.
В верхнем течении река течёт на восток по лесной местности, сильно петляя. Неподалёку от районного центра Антропово (до реки — 5 километров) Шуя поворачивает на юг, а после устья Ержи снова на восток, не переставая сильно петлять. За деревней Бор, неподалёку от ж/д станции Николо-Полома Шуя входит в обширный ненаселённый лесной массив, по которому течёт сначала на юго-восток, а потом на юг вплоть до впадения в Нёмду. На этом участке река протекает мимо посёлка Коммунар.
Ширина реки составляет 10—20 метров, глубина небольшая, течение слабое. Берега почти на всём протяжении реки покрыты лесом. Ранее по реке проводился лесосплав, но сейчас он прекращён, хотя русло до сих пор во многих местах преграждают завалы из брёвен. Некогда была судоходной.
Этимология названия не отличается от других рек с тем же именем, оно имеет в основе угро-финский корень Suo (болото).

## Притоки (км от устья)
- 16 км: река Юронгаш (лв)
- 26 км: река Пасьма (лв)
- 34 км: река Ингирь (пр)
- 41 км: река Песта (лв)
- 48 км: река Корнеж (лв)
- 53 км: река Тожига (лв)
- 72 км: река Пеза (лв)
- 83 км: река Сора (пр)
- 109 км: Ингирь (в водном реестре «река без названия, у с. Степино», лв)
- 136 км: река Ержа (пр)

## Данные водного реестра
По данным государственного водного реестра России относится к Верхневолжскому бассейновому округу, водохозяйственный участок реки — Волга от города Кострома до Горьковского гидроузла (Горьковское водохранилище), без реки Унжа, речной подбассейн реки — Волга ниже Рыбинского водохранилища до впадения Оки. Речной бассейн реки — (Верхняя) Волга до Куйбышевского водохранилища (без бассейна Оки).
Код объекта в государственном водном реестре — 08010300412110000014121.